# Петар Перовић
Петар Перовић (Београд, 20. мај 1978) је српски манекен, и учесник српског ријалити програма Велики Брат.
Један је од најуспешнијих манекена са почетка двехиљадитих, који се као модел појавио у музичким спотовима многих певачица. Радио је као модел за Живанши, Кензо, Жан-Пол Готје, Долче & Габана, и био заштитно лице за Левис за Азију и Бразил. У Србији је радио кампање за Робе ди Капа, Легенд, Екстрим доњи веш и Кока-колу. Отворено је геј и венчао се са британским плесачем Тристаном Темплом, који је у Србији познат јер се појавио у споту "Баксузе" Ане Николић.
Са својим мужем живи у Уједињеном Краљевству.

## Видеографија
- Среда (2001) Леонтине
- Какво тијело Селма има (2004)Селме Бајрами
- Поново (2006) Наташе Беквалац
- Лепа а сама (2008) Каје Остојић
- Start without you (2010) Александре Бурк[8]